# Großpolnische Chronik
Die Großpolnische Chronik erzählt in lateinischer Sprache die polnische Geschichte von der Krakauer Gründungslegende bis zum Jahr 1273 aus einer großpolnischen Perspektive.
Das Original der Chronik ist nicht erhalten. Überliefert ist sie als Abschrift in einer Quellenkompilation aus dem 14. Jahrhundert mit dem Titel Chronica longa seu magna Polonorum seu Lechitarum. Die Entstehungszeit und der Verfasser der Chronik sind in der Forschung umstritten: Während die polnische Geschichtswissenschaft heute überwiegend davon ausgeht, Johann von Czarnikau habe die Chronik im 14. Jahrhundert geschrieben, nahm die Herausgeberin der Chronik, Brygida Kürbis, einen anonymen Verfasser zur Zeit König Przemysłs II. gegen Ende des 13. Jahrhunderts an, dessen Text dann von Czarnków interpoliert worden sei. Für einzelne Abschnitte lässt sich eine Verwendung älterer Vorlagen feststellen. So enthält die Chronik eine Erzählung des Posener Bischofs Bogufał II. über seine Vision von der Vereinigung Polens, die er 1249 hatte und über die er in der ersten Person Singular schreibt. Dieser Teil entstammt dem Jahr 1295/1296. 
Formal lässt sich die Chronik in einen historiographischen und in einen annalistischen Teil unterscheiden. Der historiographisch abgefasste Berichtszeitraum reicht bis in das Jahr 1202 und beruht auf der älteren Chronica Polonorum des Wincenty Kadłubek. Dem daran anschließenden annalistischen Teil scheinen die Jahrbücher des Gnesener und des Posener Domkapitels zu Grunde zu liegen. Inhaltlich diente die Großpolnische Chronik in der Tradition der gesta zur Darstellung und Verherrlichung der Taten der polnischen Herzöge und Könige des 13. Jahrhunderts. Die Erzählung des Posener Bischofs Bogufał II. enthält Angaben über die politischen Verhältnisse der Elbslawen im 12. Jahrhundert. Sie bildet damit eine der wenigen zeitnahen Quellen slawischer Herkunft zur Geschichte der Elbslawen.

## Editionen
- Brygida Kürbis (Hrsg.): Chronica Poloniae maioris. (=Monumenta Poloniae Historica. Series Nova, Vol. 8.) Państwowe Wydawnictwo Naukowe, Warschau 1970.